# Amphinemura moshingi
Amphinemura moshingi är en bäcksländeart som beskrevs av Aubert 1967. Amphinemura moshingi ingår i släktet Amphinemura och familjen kryssbäcksländor. Inga underarter finns listade i Catalogue of Life.